# 遺愛女子中学校・高等学校
遺愛女子中学校・高等学校（いあいじょしちゅうがっこう・こうとうがっこう）は、北海道函館市杉並町に所在し中高一貫教育を提供する私立女子中学校・高等学校。併設混合型中高一貫校で、略称は「愛中愛高」・「遺愛女子」・「遺愛」。

## 概要
明治期に創設されたミッションスクールで日本人により創設された女子校より古い学校の一つであり、東北地方以北では最古の女子校である。
安政五カ国条約により、日本で初めて開港した市の一つ箱館で、アメリカ・メソジスト教会牧師メリマン・ハリス夫妻が女子教育の必要性を強く感じ、アメリカで発行されているメソジスト監督派教会婦人伝道局の機関誌に、現状と学校が必要であることを報告して創設された学校である。創設時は「日々学校」(Day School) という私塾で、6人の女学生でスタートした。
1882年（明治15年）、文部省認可の正式な女学校「カロライン・ライト・メモリアル・スクール」となる。校名を「遺愛」としたのは1885年（明治18年）のことである。これには設立時の経緯が大きく関わっている。Day Schoolは、メリマン・ハリス夫妻の報告に心を打たれた、アメリカのカロライン・ライト夫人の献金によるものである。ライト夫人は最愛の娘を病気で失い、悲しみに暮れていた。敬虔なクリスチャンであるライト夫人は昇天された愛娘への祈りと神へのご恩に報いるために、そして良き奉仕として、愛娘の教育資金にと貯めていたお金を献金として申し出た。「カロライン・ライト・メモリアル・スクール」から覚えやすい日本語の校名が望まれるようになり、文学者内藤鳴雪に本校創立のいきさつを知らせて校名選定を依頼し「遺愛」の名が生まれた。
キリスト教精神を信条とするプロテスタントのミッションスクールである。三大精神を「信仰・犠牲・奉仕」とし女子教育を行っている。
入試は函館と札幌、帯広、北見で実施され、道内各地からを募集するため「遺愛寮」を設置している。

## 沿革
- 1874年（明治6年） - アメリカ・メソジスト教会牧師、メリマン・ハリス夫妻来函。日々学校 (Day School) を開設。
- 1882年（明治14年） - 文部省認可の女学校として開校、校名「カロライン・ライト・メモリアル・スクール」。
- 1885年（明治20年） - 内藤鳴雪の名付けにより校名を「遺愛女学校」とする。
- 1886年（明治18年） - 遺愛女学校第2代校長第メアリー・ハンプトンと本多庸一が、カロライン・ライトに因んで来徳女学校を開設。
- 1887年（明治19年） - 分校の弘前遺愛女学校が開学。
- 1937年（昭和12年） - 日中戦争の始まりとともに軍国主義的諸行事への参加が始まる[1]。
- 1941年（昭和16年） - 太平洋戦争始まる。学校報国団結成。
- 1944年（昭和19年） - 「遺愛高等女学校」となる。
- 1945年（昭和20年） - 校舎が軍隊に接収され、的場国民学校へ移転。敗戦に伴い校舎返還される。
- 1948年（昭和23年） - 新制高等学校発足。「遺愛女子高等学校」および「付設中学校」と改称。
- 1980年（昭和55年） - 創立百周年記念新校舎完成。
- 1982年（昭和57年） - 旧宣教師館が北海道の指定文化財に指定。創立百周年記念式典。
- 2001年（平成13年） - 旧宣教師館が日本国の重要文化財に指定[2]。
- 2002年（平成14年） - 創立百二十周年記念式典。講堂が日本国の登録有形文化財に登録[3]。
- 2004年（平成16年） - 本館が日本国の重要文化財に指定。
- 2005年（平成17年） - 謝恩館が登録有形文化財に登録。
- 2006年（平成18年） - 新体育館が完成。

## 歴史

### 女子教育ミッションスクールの動き
明治初期に全国の開港都市で創設されたミッションスクールの中でも有数の歴史を持つ。北海道では札幌市所在の藤女子中学校・高等学校と共に双璧をなす女子校として知られる。

### メリマン・ハリス
オハイオ州出身のアメリカ・メソジスト教会牧師。1873年（明治6年）、妻フローラ・ハリスとともに来日。1874年（明治7年）に来函、キリスト教を伝え、遺愛女学校の前身である日々学校を開設するとともにアメリカ合衆国領事も兼ねた。また、英語教師として札幌農学校においても教鞭を執った。1877年（明治10年）4月にウィリアム・スミス・クラーク博士が、ハリスに札幌農学校一期生の信仰的指導を仰いだ。同年9月2日、クラーク博士門下の札幌農学校の第一期生佐藤昌介、大島正健ら15人に洗礼を授け、続いて1878年（明治11年）6月2日に第二期生の内村鑑三、新渡戸稲造、宮部金吾らの7名にも洗礼を授けた。

## 交通アクセス
- 函館市電「杉並町」電停下車徒歩1分
- 函館バス「杉並町」停留所下車徒歩1分

## 文化財の指定または登録
遺愛女子は東北以北最古の女学校で、歴史的建築物は国の文化財指定または登録を数多く受けている。
校舎は国の重要文化財に指定されている「本館」（設計：ジェームズ・ガーディナー）、高等部の教室が入っている「新館」、食堂などが入っている「ライト館」、チャペルや理科室、および放送室などが入っている「科学館」、中学部の教室、および新設の図書館が入っている「東館」からなる。
さらに、通称ホワイトハウスと呼ばれ親しまれている旧遺愛女学校宣教師館（日本国の重要文化財）、登録有形文化財の「講堂」（設計：ウィリアム・メレル・ヴォーリズ建築事務所）、茶道のための和室や同窓会室のある「謝恩館」（登録有形文化財）がある。
- 遺愛学院（旧遺愛女学校）本館 - 日本国重要文化財[7][9]
- 遺愛学院（旧遺愛女学校）旧宣教師館 - 日本国重要文化財[2][10][11]
- 遺愛学院講堂 - 日本国登録有形文化財[3][8][12]
- 遺愛学院（旧遺愛女学校）謝恩館 - 日本国登録有形文化財[13][14]

## 制服
1930年（昭和5年）に制定されて以来の、伝統のあるセーラー服となっている。中高同じデザイン。夏服は、白色のセーラー服に紺のプリーツスカート。冬服は上下ともに紺色となる。
セーラー服には襟、胸当て、袖口には白い3本線が入っている。スカーフは非常に目立つ赤となっており、本校自ら制服のポイントとして挙げている。また、スカートのプリーツは、前面中央が幅広の前ひだとなっている。これは、袴をデザインしたものだからだという。
渡辺麻友（元AKB48）が芸能活動していた当時、全国の制服を着用した姿を掲載した写真集『渡辺麻友 制服図鑑 最後の制服』（2013年（平成15年）4月19日、ISBN 978-4-08-780677-9）を発売するにあたり、日本全国から可愛い制服写真を集英社が募集したところ、同校の制服が採用され、写真集に含まれることとなった。

## 著名な出身者

### 俳優
- 叶和貴子 - 女優[17]
- 中原理恵 - 歌手、女優[17]
- 山内絵美子 - 女優[18]

### その他
- 草薙厚子 - ジャーナリスト、元法務教官[19]
- 大崎誠子 - 元アナウンサー、元北海道議会議員[20]
- YUKI - ヴォーカリスト、元JUDY AND MARY[17]
- 八戸かおり - 元柔道選手
- 味戸ケイコ - イラストレーター
- 畠山ひすい - ガールズケイリン選手
- 水島美結 - AKB4817期生

### 関係者
- メリマン・ハリス - 遺愛女子創立者。メソジスト教会牧師。クラーク博士の依頼により札幌バンドに洗礼を授けた[4][5][6]。
- フローラ・ハリス - 遺愛女子創立者。メリマン・ハリスの妻。夫メリマンと共に女子教育の普及に尽力した。
- カロライン・ライト - 当時のドイツ駐在アメリカ公使夫人[21]。ハリス夫妻と共にカロライン・ライト・メモリアル・スクールの開校に尽力した。また1886年、弘前に設置した来徳女学校の校名の由来となった。
- 佐藤昌介 - 遺愛女子初代理事長。北海道帝国大学初代総長を務めた。日本初の農学博士の一人。
- 内藤鳴雪 - 校名「遺愛」の名付け親。明治 - 大正期の俳人。
- ジェームズ・ガーディナー - 明治 - 大正期に活躍したアメリカ人建築家、教育者。日本国重要文化財である遺愛学院校舎「本館」の設計者[7]。立教学校・立教大学校（現：立教大学）の校長を歴任した。
- メアリー・ハンプトン - 遺愛女学校第2代校長[21]。本多庸一と共に1886年（明治19年）、来徳女学校の創設に尽力した[22]。来徳女学校は創設の翌年、1886年（明治19年）には弘前遺愛女学校となった。
- 雑賀浅 - 遺愛女学校舎監および裁縫教師[23]。雑賀アサとも表記される。婚前名：簗瀬浅。会津藩家老である簗瀬三左衛門の三女[23][24][25]として会津若松城下に生まれる。会津藩の名門である会津三家[簗瀬（柳瀬）家、北原家、内藤家]の一つ簗瀬家の出身。血族に簗瀬三左衛門の孫であり大日本帝国陸軍少将の簗瀬真琴がいる。斗南藩士であり開拓使役人の雑賀重村（繁村）の妻となる[23]。函館において、同郷会津出身で婚前の日向ユキ（結婚後名：内藤ユキ。夫は薩摩藩士であり開拓使役人で札幌在住であった内藤兼備）を奉公人として迎え入れた[23]。
- 本多貞 - 本多庸一の妻。婚前名：長嶺貞。盛岡藩士族・長嶺忠司の二女として生まれ、東京女子師範学校（現：お茶の水女子大学）で学び[26]、遺愛女学校で教師を務めた[27]。後、弘前遺愛女学校の後身である弘前女学校において教頭を務めた[28]。
- 荒木賢治 - 明治 - 大正期に活躍した建築技師。ジェームズ・ガーディナー建築事務所に在籍した[29][30]。日本国重要文化財である遺愛学院校舎「本館」の建築にあたり、主任として携わった[29]。ガーディナー建築事務所に勤務後独立。遺愛学院本館のほか、代表的な建築物としてエンゼル館などがある。

## 舞台となった映画・CM・小説等

### 小説
- 若い人 - 石坂洋次郎の小説。石坂が郷里の弘前で見聞したミッション系女学校での実話に基づくが、関係者に迷惑が掛からぬよう、小説の舞台を函館のミッションスクールとした[31]。そのため、『若い人』の女学校は本校をモデルとしたと伝えられている[32]。
- 寮生 一九七一年、函館。 - 今野敏の小説。ヒロインが通う女子高校として本校がでてくる。

### 映画
- パコダテ人 - 2002年公開。宮崎あおいが主演を演じ、勝地涼、大泉洋、萩原聖人、安田顕、大森南朋も出演した函館が舞台の映画。宮崎あおい演じる主人公が通う高校はまなす学園として撮影された[33]。
- 星に願いを。 - 2003年公開。竹内結子主演の函館が舞台の映画。本館と旧宣教師館（ホワイトハウス）が、劇中の病院として撮影された[34][32]。
- PとJK - 2017年公開。亀梨和也、土屋太鳳の共演で、警察官と女子高生のまじめな恋愛を描いた映画。主人公が通う高校として撮影された。「遺愛高校のレトロな校舎が本作の世界観にマッチし、幻想的な仕上がりになった」と報道された[35]。

### テレビドラマ
- ワルシャワの秋 - 2003年に放送されたテレビドラマ。竹内結子が主演を演じ、坂口憲二、吹越満、岸恵子、山本未來が出演した。ロケ地として撮影された[36]。

### テレビアニメ
- 明日ちゃんのセーラー服 - 2022年に放送されたテレビアニメ。主人公たちが通っている学園の中等部（中学校）のモデルとなっている[37]。

### CM
- ポッキー坂恋物語 - 吉川ひなのと鳥羽潤が起用された江崎グリコ・ポッキーのCM。旧宣教師館（ホワイトハウス）で撮影が行われた[38]。

### プロモーション・ムービー
- 北海道新幹線開業応援ムービー - La, La, Love Youで踊ってみた! 北洋銀行×雪ミク[39][40]。企画：北洋銀行、制作：クリプトン・フューチャー・メディア。音楽：La, La, Love You（作詞/作曲/編曲：yusukeP）。協力：遺愛女子高等学校、公立はこだて未来大学、五島軒、五稜郭タワー、函館市旧イギリス領事館、はこだて明治館、北斗市。

### ミュージック・プロモーション
- キスだって左利き - SKE48の楽曲。ミュージック・ビデオのダンスパートが、本館をバックにして撮影された。
- 君って - 西野カナの楽曲。ミュージック・ビデオが、旧宣教師館（ホワイトハウス）で撮影された。

### 雑誌・写真集
- pure+ - Berryz工房の菅谷梨沙子の2作目の写真集。本校を舞台として撮影が行われた（ワニブックス、撮影：熊谷貫 ISBN 978-4-8470-4019-1）。

## 観光への協力と貢献

### 「観光庁長官表彰」の受賞
函館港の外国クルーズ客船寄港時に、英語科生徒が通訳ボランティアとして受入に関わり、観光案内や学校を開放して書道や茶道の体験メニューを提供するなど市民レベルからの国際交流の推進や日本文化の発信、魅力ある地域づくりに貢献したとして、2015年（平成27年）10月に、国土交通省観光庁から「第7回観光庁長官表彰」を受賞した。

## 系列校
- 遺愛学院遺愛幼稚園 - 遺愛女学校の付属幼稚園として1895年（明治28年）に設置された。函館市元町に所在。
- 遺愛学院遺愛旭岡幼稚園 - 遺愛女学校の付属幼稚園として1915年（大正4年）に第二遺愛幼稚園（当初清花園）として設置された。函館市西旭岡町に所在。

## その他
- 生徒数は853人、教職員数は42人、事務職員数は4人である[43]。
- 創立者ハリス夫妻ゆかりの教会が函館市元町にある日本基督教団函館教会である。
- ハリス夫妻と共に遺愛学院の運営に尽力したカロライン・ライトの基金により、遺愛女学校第2代校長メアリー・ハンプトン (Mary Hampton) と本多庸一が協議の上、1886年（明治19年）に弘前において設置したのが来徳女学校である[22]。カロライン・ライトは、来徳女学校の校名の由来にもなっている。1886年（明治19年）開学の来徳女学校は、1887年（明治20年）には遺愛女学校の分校の形をとり、弘前遺愛女学校となった。その後、弘前女学校、聖愛高等女学校を経て、現在の弘前学院聖愛中学高等学校となっている[22][44][出典無効]。ハンプトンは、弘前女学校の校長も務めた[28]。
- 講堂には道南最大級を誇るドイツ製のパイプオルガンがあり、遺愛女子中学校・高等学校の卒業生や教員はここで結婚式を挙げることもできる。

## 関連文献
- 遺愛と新島襄、新島八重の交流に関する資料
  - “同志社大学公式ホームページ内「新島足跡ツアーを開催して」項”. 2019年6月22日閲覧。
  - “同志社大学公式ホームページ内「新島襄と函館」pdf資料” (pdf). 2014年5月3日閲覧。
  - The Doshisha Times 2012年（平成24年）9月15日 第680号 第4弾「新島襄の足跡を訪ねて」欄 同志社タイムス社発行
  - “函館市公式観光情報 はこぶら 「海外渡航から150年、新島襄ゆかりの函館案内」項”. 2019年6月22日閲覧。